# Guido von Gillhaußen

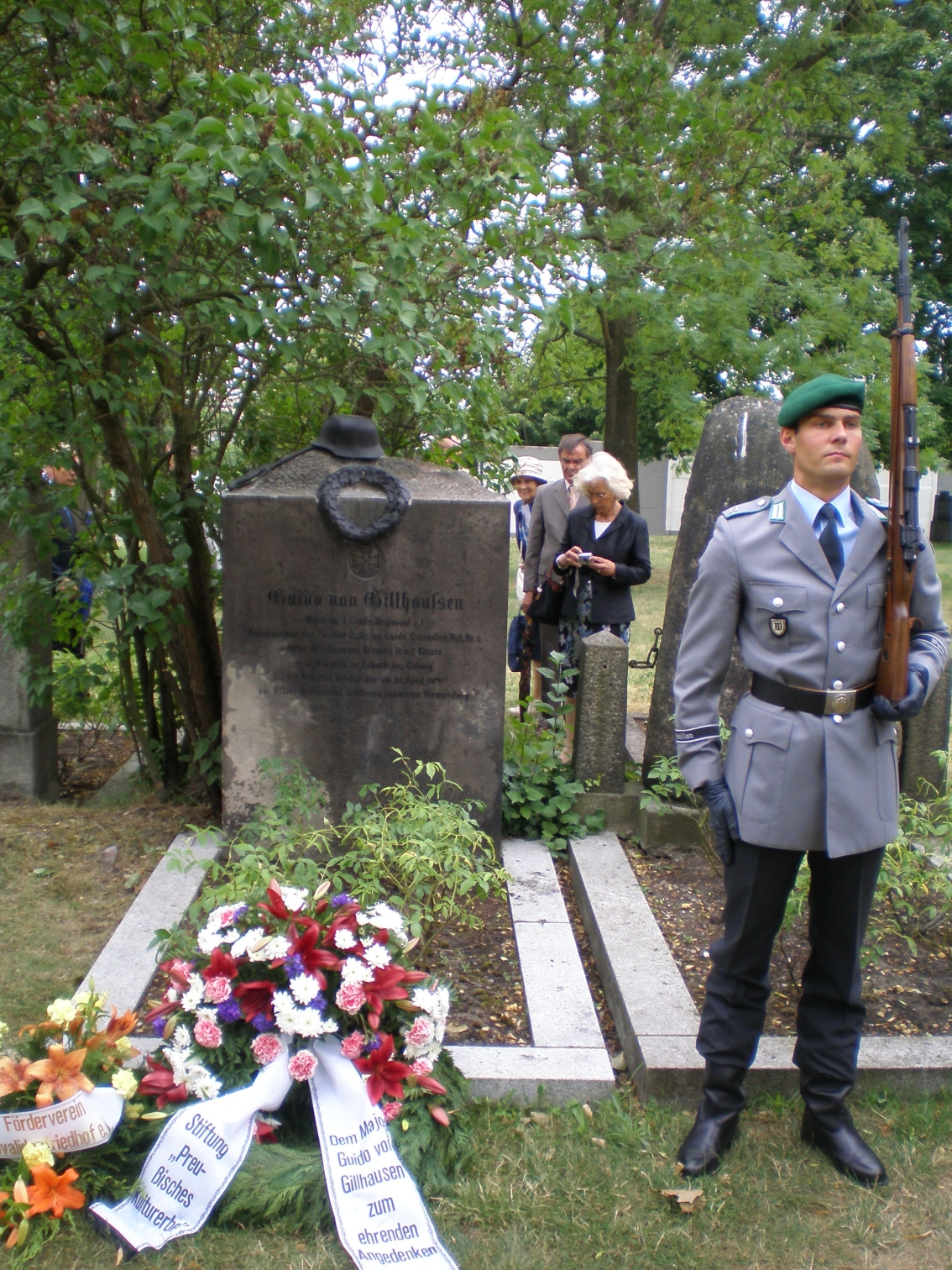
Der renovierte Grabstein. Dahinter Reinhard Führer

Guido Pankratius Hermann von Gillhaußen (* 12. Mai 1870 Esbach; † 2. Mai 1918 in Aachen) war ein deutscher Kriegspoet, Komponist und preußischer Offizier.

## Leben
Guido von Gillhaußen war der zweite von drei Söhnen des Hauptmanns a. D. Benno von Gillhaußen und dessen Frau Helene, geborene von Witzleben.
Gillhaußen besuchte das Knabenerziehungsinstitut Taubold in Coburg, anschließend die Bensberger Kadettenanstalt sowie das Realgymnasium Ernestin. Seine militärische Ausbildung begann am 1. Oktober 1889 als Fahnenjunker im Infanterie-Regiment „Herwarth von Bittenfeld“ (1. Westfälisches) Nr. 13.
Am 16. Juli 1912 lernt Gillhaußen im Erholungsheim Rudolf Just in Jungborn im Harz Franz Kafka kennen. Im August 1914 hat Gillhaußen eine Vision vom Untergang des deutschen Kaiserreichs.
Zu Beginn des Ersten Weltkriegs war Gillhaußen Major im 3. Garde-Regiment zu Fuß. Bereits am 29. August 1914 wurde er in Colonfay in der Schlacht von St. Quentin schwer verwundet. Später war er Kommandeur  des Füsilier-Bataillons im Garde-Grenadier-Regiment Nr. 5.
Er verstarb infolge einer am 24. April 1918 bei Villers-Bretonneux an der Somme (Frankreich) erlittenen Verwundung in einem Aachener Krankenhaus. Sein Grabstein auf dem Berliner Invalidenfriedhof wurde 2008 von der Stiftung Preußisches Kulturerbe restauriert.
Gillhaußen war Ehrenritter des Johanniterordens.

## Auszeichnungen
- Roter Adlerorden IV. Klasse[3]
- Kronenorden IV. Klasse[3]
- Ritterkreuz II. Klasse des Philipps-Ordens[3]
- Silberne Medaille für Kunst und Wissenschaft des Herzogtum Sachsen-Coburg und Gotha[3]
- Ritterkreuz des Franz-Joseph-Ordens[3]
- Offizier des Sterns von Rumänien[3]
- Zentenarmedaille
- Eisernes Kreuz (1914) II. und I. Klasse
- Komtur des Herzoglich Sachsen-Ernestinischer Hausordens mit Schwertern
- Lippisches Kriegsverdienstkreuz

## Werke
- Die Dreizehner bei Colombey, Gedicht 1913
- Unserm Kaiser zum 27. Januar 1916, Gedicht, 1916
- Und Italien!, 1915
- Zwei Kriegslieder, 1915
- Harret aus, Ein freies Wort zu ernster Zeit aus d. Herzen d. Deutschen Volkes!, 1915
- Schwertklang, Kriegslieder, 1918